# Tokiharu Abe
Tokiharu Abe  (阿部 宗明?, Abe Tokiharu) (Tokyo, 3 aprile 1911 – Tokyo, 9 agosto 1996) è stato uno zoologo, ittiologo ed erpetologo giapponese.

## Biografia
Abe lavorò per il Museo universitario della University of Tokyo. Divenne noto per i suoi studi tassonomici sul pesce palla (Tetraodontidae, Teleostei) dell'Asia orientale, in particolare sul genere Takifugu, che descrisse per la prima nel 1949. 
Egli descrisse anche altre specie, come il Sagamichthys abei, il Centroscyllium kamoharai e il Fugu obscurus.
Specie come il Tetraodon abei e lo Chaunax abei furono così nominati in suo onore.
Abe era un membro straniero onorario dell'American Society of Ichthyologists and Herpetologists.
Nel 1996, morì per una emorragia cerebrale in un ospedale di Tokyo.

## Opere (selezione)
- Abe, T., 1950. New, rare or uncommon fishes from Japanese waters. I.Liparis franzi, new name. Japan. J. Ichthyol., 1: 135–139.
- Abe, T., 1952. Taxonomic studies of the puffers (Tetraodontidae, Teleostei) from Japan and adjacent regions — VII. Concluding remarks, with the introduction of two new genera, Fugu and Boesemanichthys. Japan. J. Ichthyol., 2: 35–44, 93–97, 117–127.
- Abe, T., 1953. New, rare or uncommon fishes from Japanese waters. II. Records of rare fishes of the families Diretmidae, Luvaridae and Tetragonuridae, with an appendix (description of a new species, Tetragonurus pacificus, from off the Solomon Islands). Japan. J. Ichthyol., 3: 39–47.
- Abe, T., 1955. On a new pacific flying-fish, Prognichthys sealei, retaining five unbranched fin-rays above in the pectoral throughout life. Rec. Oceanogr. Works Japan, 2: 185–192.
- Abe, T., 1957a. Notes on fishes taken from the stomach of whales taken in the Antarctic. I.Xenocyttus nemotoi, a new genus and new species of zeomorph fish of the subfamily Oreosomatinae Goode and Bean, 1895. Sci. Rep. Whales Res. Inst. (Tokyo), (12): 225–233.
- Abe, T. 1957b. Illustrated descriptions of one thousand useful fishes, II, Morikita Shuppan, Tokyo. (In Japanese.)
- Abe, T., 1959. New, rare or uncommon fishes from Japanese waters. VII. Description of a new species ofBeryx, Japan. J. Ichthyol., 7: 157–163.
- Abe, T. 1960. Description of a new species of lutjanid fish of the genusParacaesio from Japan. Japan. J. Ichthyol., 8: 56–62.
- Abe, T., 1961–1962. Notes on some fishes of the subfamily Braminae, with the introduction of a new genusPseudotaractes. Japan. J. Ichthyol., 8: 92–99, 101–114.
- Abe, T. 1966. Description of a new squaloid shark, Centroscyllium kamoharai, from Japan. Japan. J. Ichthyol., 13: 190–198.
- Abe, T. and W. N. Eschmeyer. 1972. A new species of the scorpionfish genusHelicolenus from the North Pacific Ocean. Proc. Calif. Acad. Sci., 4th Ser., 39: 47–53.
- Abe, T. and Y. Haneda. 1972. Description of two new species of the ponyfish genusLeiognathus from Indonesia. Sci. Rep. Yokosuka City Mus. (Nat. Hist.), (19): 1–6.
- Abe, T. and Y. Haneda. 1973. Description of a new fish of the genusPhotoblepharon (family Anomalopidae) from the Red Sea. Bull. Sea Fish. Res. Stn, Haifa, 60: 57–62.
- Abe, T. and H. Hotta. 1963. Description of a new deep-sea fish of the genusRondeletia from Japan. Japan. J. Ichthyol., 10: 43–48.
- Abe, T., S. Kojima, and T. Kosakai. 1963. Description of a new nomeid fish from Japan. Japan. J. Ichthyol., 11: 31–35.
- Abe, T., R. Marumo and K. Kawaguchi. 1965a. Description of a new cetomimid fish from Suruga Bay. Japan. J. Ichthyol., 12: 57–63.
- Abe, T., R. Muramo and K. Kawaguchi. 1965b. Description of a new alepocephalid fish from Suruga Bay. Japan. J. Ichthyol., 13: 67–72.
- Abe, T., M. Miki and M. Asai. 1977. Description of a new garden eel from Japan. UO, (28): 1–8.